# Tone Pavček
Tone Pavček (*Šentjurij na Dolenjskem, cerca de Mirna Peč, 29 de septiembre de 1928 - †21 de octubre de 2011) fue un poeta, ensayista, traductor y redactor esloveno.

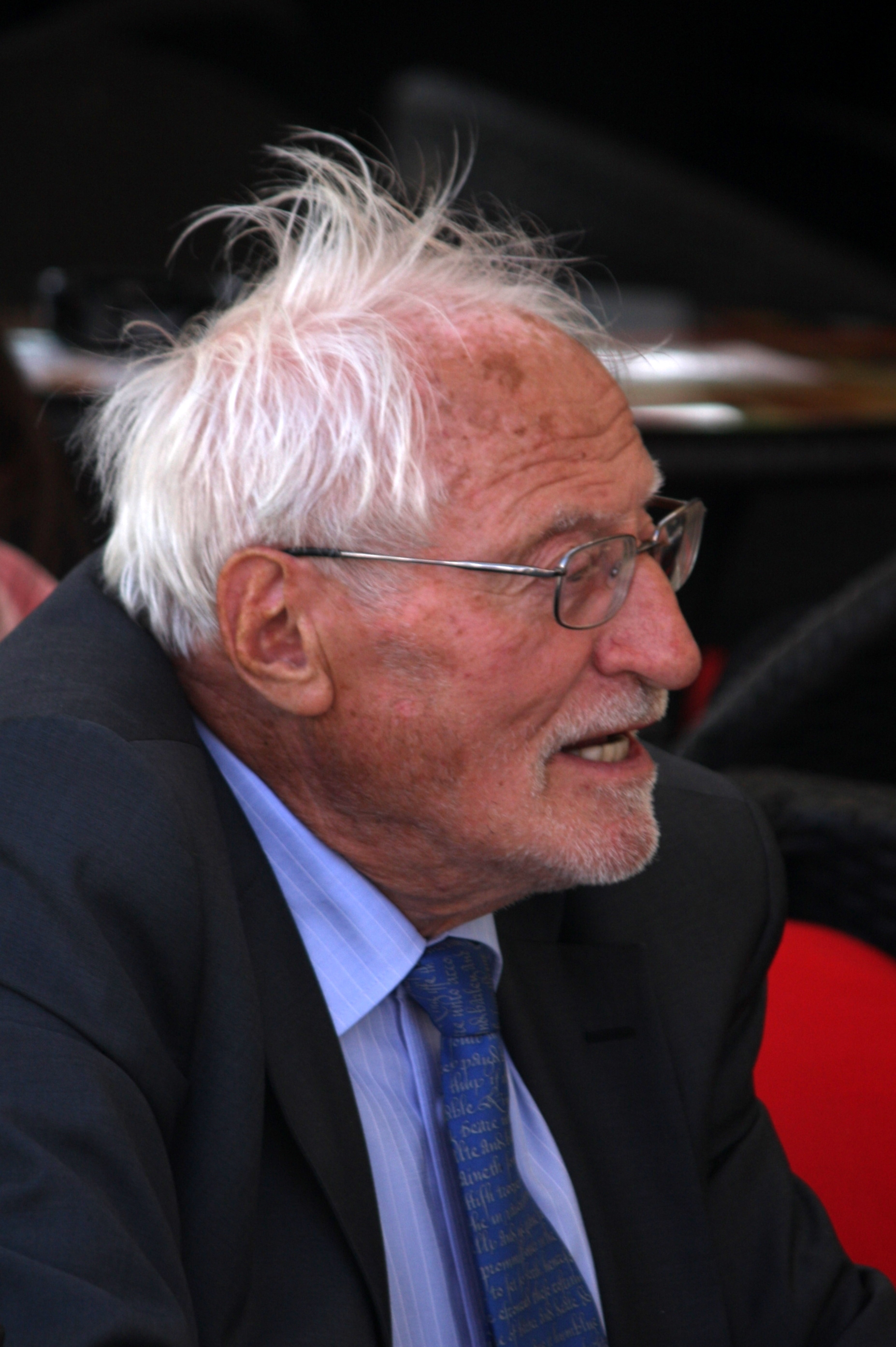
Tone Pavček (2010)

## Vida y trabajo
Tone Pavček nació el 29 de septiembre de 1928 en Šentjurij pri Mirni Peči, donde vivió hasta sus 16 años. Empezó a visitar la escuela primaria en el pueblo natal, después asistió a un internado de monjas en Liubliana, donde terminó la enseñanza media (lenguas clásicas) y después del bachillerato se matriculó en la Facultad de Derecho, graduándose en 1954, aunque nunca ejerció la abogacía.
Más allá de la escritura, Pavček fue muy activo en otros campos. En los años 1955-1957 ejerció el periodismo en Ljubljanski dnevnik y Ljudska pravica y después redactor de RTV Slovenija hasta el año 1972. Entre los años 1963 y 1967 fue director de Mladinsko gledališče (Teatro juvenil de Liubliana). Desde el año 1972 hasta su jubilación en el año 1990, fue el redactor responsable de la editorial Cankarjeva založba y desde 1979 hasta 1983 fue también presidente de la Asociación de escritores eslovenos, (Društvo slovenskih pisateljev).
En los años 1986-1990 fue diputado de la asamblea eslovena, por lo que en 1989, en una masiva manifestación de la céntrica plaza Kongresni trg, leyó el documento llamado Majska deklaracija (declaración de mayo). En el año 1996 la UNICEF lo nombró uno de sus embajadores. Desde el año 2001 hasta su muerte fue miembro de Academia Eslovena de Ciencias y de Artes.
Fue invitado asiduo de numerosas veladas, círculos de lectura y diferentes reuniones culturales. Puesto que en su tiempo libre Pavček cultivaba un tipo de vid llamada refošk, era conocido como el "caballero de vino". En 1953 publicó la obra "Pesmi štirih" (Poemas de los cuatro), en colaboración con Kajetan Kovič, Janez Menart y Ciril Zlobec. En la literatura eslovena de postguerra sobresalió como representante del intimismo. Los temas principales de su poesía fueron sobre todo el amor por su tierra natal, pero dedicó gran parte de sus obras a sus hijos, Saša y Marko Pavček.
Fue enterrado con honores de estado en el Cementerio de Žale (Liubliana).

## Citas populares
“Cuando caminas, hazlo siempre hasta el final. En primavera hasta el florecimiento de las rosas, en verano hasta la maduración del trigo, en otoño hasta que la estantería esté llena, en invierno hasta la reina de las nieves, en el libro hasta la última línea, en la vida hasta la verdad auténtica, en ti mismo hasta que tus mejillas enrojezcan. Pero si no llegas ni la primera ni la segunda vez a la meta ni al camino correcto inténtalo una vez más, otra vez y aún otra.”
“Estás en el mundo para mirar el sol. Estás en el mundo para ir detrás del sol. Estas en el mundo para ser el sol y para ahuyentar del mundo las sombras.”
“Se necesitan muchas palabras simples, como pan, amor, bondad, para que, estando ciegos, no nos extravieramos en la oscuridad.”
Tone Pavček

## Labor traductora
Pavček tradujo la poesía rusa del siglo XX (Ahamatova, Tsvetáyeva, Yesenin, Mayakovski y Pasternak), importantes son también las traducciones de la lengua albanesa, bielorrusa, georgiana, serbocroata y otras lenguas eslavas.
Sus poemas más conocidos fueron traducidos a distintas lenguas extranjeras (inglés, checo, ruso, georgiano, croata, macedonio y serbio).

### Poemarios infantiles
- 1956: Trije bratje in zlata ptica
- 1957: Maček na dopustu
- 1960: Polž pred nebotičnikom
- 1961: Velesenzacija
- 1965: Vrtiljak Vrtiljak
- 1975: Čenčarija
- 1976: Mokedaj
- 1979: Slon v žepu
- 1986: Prave (in neprave) pesmi
- 1991: Besede za sladkosnede
- 1992: Majhen dober dan
- 1993: Sonce in sončice
- 1996: Majnice, fulaste pesmi
- 1998: Deček gre za soncem
- 2003: S črko čez Krko
- 2009: Majnice in majhnice
- 2010: Po morju plava kit

### Libros de dibujos
- 1960: Sončece v žepu
- 1969: Strašni lovec Bumbum
- 1984: Marko na belem konju jaše
- 1993: Juri Muri v Afriki
- 1994: Živalski ringaraja

### Poemarios para los adultos
- 1953: Pesmi štirih
- 1958: Sanje živijo dalje
- 1964: Ujeti ocean
- 1972: Zapisi
- 1973: Iskanje sveta
- 1976: Poganske hvalnice
- 1978: Pesmi
- 1983: Dediščina
- 1988: Goličava
- 1996: Temna zarja
- 1998: Dolenjske bližine
- 1998: Upočasnitve
- 2005: Darovi
- 2008: To je, kar je
- 2008: Same pesmi o ljubezni
- 2008: Samo tu lahko živim

### Ensayos
- 1994: Čas duše, čas telesa
- 1997: Čas duše, čas telesa: drugi del (el tomo II.)
- 2004: Čas duše, čas telesa: tretji del (el tomo III.)
- 2008, 2010: Čas duše, čas telesa: četri del (el tomo IV.)

## Premios
- 1958: Levstikova nagrada (El Premio de Levstik)
- 1959: Trdinova nagrada (El Premio de Trdina)
- 1961: Levstikova nagrada (El Premio de Levstik)
- 1965: Nagrada Prešernovega sklada (El Premio del Fondo de Prešeren)
- 1979: Zmajeve dečje igre
- 1984: Prešernova nagrada (El Premio de Prešeren)
- 1986: Kajuhova nagrada (El Premio de Kajuh)
- 1996: Večernica
- 2005: Levstikova nagrada (El Premio de Levstik)
- 2009: zlati red za zasluge Republike Slovenije

Fue también el ciudadano honorario de Novo Mesto, de Mirna Peč y de Liubliana. El 7 de junio de 2001 llegó a ser el miembro extraordinario y el 1 de junio de 2007 el miembro ordinario de SAZU.